# Hermann Gruson
Pour les articles homonymes, voir Gruson (homonymie).
Hermann Gruson (13 mars 1821 - 30 janvier 1895), fabricant de machines et fondeur, est un industriel allemand du XIXe siècle. En 1855, il a établi à Magdebourg une société d'armement naval, la Grusonwerk transformée ensuite en fonderie pour des éléments destinés aux chemins de fer et à l’armement, qui sera absorbée par son principal rival, la maison Krupp et qui a depuis été convertie en musée.

## Biographie

### Origines
Après la révocation de l'Édit de Nantes en 1685, une branche de la famille Gruson de Fleurbaix, en Flandres, menée par Matthis Gruson, marié à Elisabeth Roseau, est partie à Mannheim puis Magdebourg. C'est la ville où grandit le descendant de ces huguenots, Louis Abraham Gruson, son père, et où naît en 1821 Hermann Gruson.

### Entrepreneur
Un siècle et demi après cet épisode migratoire douloureux, Hermann Gruson a 34 ans lorsqu'il lance sa propre firme, la Grusonwerk, fondée en 1855 à Buckau près de Magdebourg. La société fut au début un chantier de construction de bateaux. Ingénieur de formation, Hermann Gruson avait en effet commencé sa carrière au poste de directeur technique d'une compagnie de navigation à vapeur. Attentif aux innovations techniques et désireux de concurrencer les Krupp, il installa ensuite dans son usine des ateliers de construction de machines, puis des fonderies, et bientôt la "fonte Gruson", première coulée en coquille.
Le 6 mars 1883, Hermann Gruson récupère en France un brevet d'invention pour un système d'affût de canon cuirassé à embrasure minima, qu'il exploite dans sa fonderie. Puis il entre en froid avec le gouvernement allemand. Sa veuve et ses héritiers perdront un procès au cours duquel la justice dira que les brevets d'Hermann Gruson étaient frappés de déchéance et que ses découvertes étaient tombées dans le domaine public. 
En 1893, le gouvernement allemand, craignant que la rivalité des usines Krupp et Gruson ne les place en état d'infériorité par rapport aux établissements étrangers, provoqua leur réunion : les deux maisons Krupp et Gruson sont fusionnées pour une période de 25 ans, opération réalisée sous l'égide de Fritz Krupp, qui réalise ainsi ses vues en rachetant son principal concurrent. La nouvelle société conservera le nom Gruson-Krupp pendant encore un demi-siècle. Son jeune frère Otto Gruson a également fondé en 1871 sa propre entreprise, qui sera rachetée par Buckau-Wolf (de) en 1930.

### Cactophile

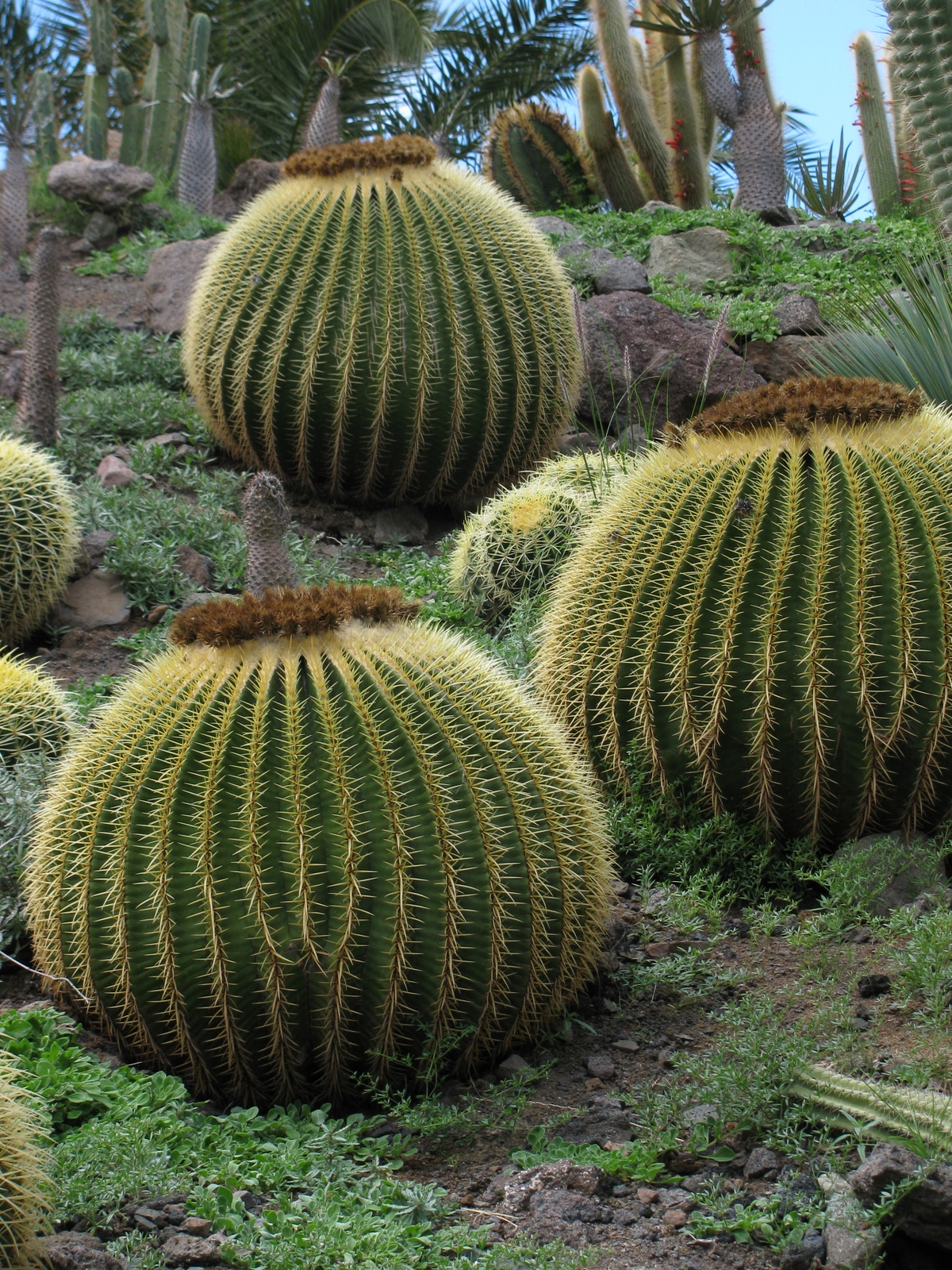
Spécimens dEchinocactus grusonii aux Grandes Canaries

Passionné par l'étude des cactus, Hermann Gruson avait réuni l'une des plus belles collections de cactées du XIXe siècle, réunie dans une serre de Magdebourg. Il a laissé son nom à l'un d'entre eux, l'Echinocactus grusonii, originaire du centre de Mexique, des provinces de San Luis Potosi et Hidalgo.